# Нильссон, Ада
Ада Нильссон (швед. Ada Nilsson, полное имя Ada Konstantia Nilsson; 1872—1964) — шведский врач и общественный деятель, основатель группы Фогельстад.

## Биография
Родилась 21 сентября 1872 года в лене Эльвсборг. Была младшей из трех дочерей Ханса Петтера Нильссона (Hans Petter Nilsson) и его жены Альбертины Юлианы Хуландер (Albertina Juliana Hulander). 
Ада стала сиротой, когда была подростком, но ее опекуны позаботился о хорошем образовании и отправили в школу для девочек в Стокгольме. По окончании школы, с 1891 года, она обучалась на доктора в Каролинском институте. Окончив институт, стала ассистентом гинекологического отделения больницы Serafimerlasarettet. Затем несколько лет работала в стокгольмской больнице Ersta sjukhus, которая принадлежала детскому дому.
В 1907 году Ада Нильссон участвовала в создании Женского дискуссионного клуба, а в 1914 году она и Юлия Кинберг были инициаторами создания партии Svenska Kvinnors Vänsterförbund. Затем она занялась частной практикой в Сёдермальме (в Стокгольме) и уделяла много внимания лечению проституток. В дальнейшем это привело Нильссон к интересу к социальным вопросам и необходимости сексуального просвещения. С 1910-х годов она стала читать на эту тему лекции. Позже Нильссон перенесла свой прием в стокгольмский район Старый город (Gamla stan). 
Когда в 1923 году в Швеции начал издаваться еженедельник «Tidevarvet», Ада Нильссон стала его ответственным редактором, а также писала в газете много статей о половом воспитании, даже пропагандировала использование противозачаточных средств, что было незаконным до 1938 года. Она читала много лекций в женской гражданской школе в Фогельстаде.
Ада Нильссон жила в доме Triewaldsgrä mutual, 2 над аптекой Apoteket Ängeln. В доме она принимала пациентов и организовала литературный салон. В числе её гостей были Сельма Лагерлёф и советский посол Александра Коллонтай.
В последние годы жизни скромно жила в Фогельстаде вместе с феминисткой, учительницей Хонориной Хермелин.
Умерла 23 мая 1964 года в приходе Julita одноимённого района.
В Стокгольме имеется улица, названная в честь Ады Нильссон.